# Anoba pectinata
Anoba pectinata är en fjärilsart som beskrevs av George Francis Hampson 1896. Anoba pectinata ingår i släktet Anoba och familjen nattflyn. Inga underarter finns listade i Catalogue of Life.